# 森山剛
森山 剛（もりやま つよし、1971年12月2日 - ）は、日本の工学者。東京工芸大学工学部教授。埼玉県入間市出身。
専門は、人について観測される信号のパターン認識で、研究内容は、表情や動作の画像解析、生体信号のパターン認識の医療・福祉・美容分野への応用、音声の感情認識および合成、音楽情報科学では歌唱合成や歌唱訓練ゲームの研究、映画文法による映像要約とマンガ表現への変換等。声総研の発起人であり、モテ声診断ツールVQチェッカーの監修。2014年4月より、電気学会電子・情報・システム部門知覚情報技術委員会において、横断的波動センシングの社会実装協同研究委員会委員長。曾祖父は海軍無線電信所船橋送信所第10代所長武田哲郎。

## 経歴
- 1990年 埼玉県立川越高等学校卒業
- 1994年 慶應義塾大学理工学部電気工学科卒業
- 1996年 慶應義塾大学大学院理工学研究科前期博士課程電気工学専攻修了
- 1999年 慶應義塾大学大学院理工学研究科後期博士課程電気工学専攻単位取得退学
- 1999年 博士（工学）の学位を取得
- 1999年 東京大学生産技術研究所日本学術振興会特別研究員PD(2001.2まで)
- 2001年 カーネギーメロン大学ロボティクス研究所ポスドク(2004.2まで)
- 2002年 慶應義塾大学大学院理工学研究科特別研究教員（非常勤）(2003.3まで)
- 2004年 慶應義塾大学大学院理工学研究科特別研究教員（常勤）(2007.3まで)
- 2005年 慶應義塾大学文学部非常勤講師
- 2007年 東京工芸大学工学部メディア画像学科助教
- 2011年 京都大学大学院医学研究科非常勤講師
- 2023年 東京工芸大学工学部工学科教授

## 受賞等
- 1998年 電子情報通信学会学術奨励賞
- 2024年 IEEE GCCE 2024 Presentation Awards

## 出演

### テレビ
- ZIP!（2011年5月23日、2011年6月9日、2013年11月13日、日本テレビ ）
- FNNスーパーニュースアンカー（2011年6月2日、関西テレビ放送）
- 大阪ほんわかテレビ（2011年8月28日、讀賣テレビ放送）
- 姫のわがままライフサイエンス（2011年11月9日、BS日テレ）
- ワールドビジネスサテライト（2012年2月13日、テレビ東京）
- 犬とジュニアのワンダブルリポート（2012年3月30日、朝日放送）
- 所さんの目がテン!（2012年12月1日、2012年12月9日、2013年5月12日、2013年11月24日、2014年5月18日、2014年11月3日、2016年7月10日、日本テレビ）
- ニュースウオッチ9（2013年2月1日、NHK総合）
- マサカメTV（2013年8月17日、NHK総合）
- 嵐にしやがれ（2013年11月23日、2015年5月2日、2015年12月19日、日本テレビ）
- 行列のできる法律相談所（2014年9月14日、日本テレビ）
- いっぷく!（2014年11月3日、2015年1月21日、2015年1月28日、2015年2月4日、TBS）
- THE MUSIC DAY（2015年7月4日、2016年7月2日、日本テレビ）
- NEWS WEB（2015年1月20日、NHK総合）
- スーパーJチャンネル（2015年1月21日、テレビ朝日）
- FNNスーパーニュース（2015年1月21日、フジテレビ）
- 番組名不詳（2015年1月21日、香港フェニックステレビ）
- BSフジLIVE プライムニュース（2015年1月21日、BSフジ）
- めざましテレビ（2015年1月21日、フジテレビ）
- Rの法則（2015年11月17日、2016年2月25日、NHK Eテレ）
- ユアタイム〜あなたの時間〜（2016年9月1日、2016年11月14日、フジテレビ）
- 情報プレゼンター とくダネ!（2016年11月16日、2019年4月2日、2019年4月5日、フジテレビ）
- KBS特集（2016年11月3日、韓国放送公社）
- 美と若さの新常識～からだのひみつ～（2018年6月26日、NHK-BS）
- チコちゃんに叱られる!（2018年7月20日、2019年3月23日（再放送）、2020年9月11日、2023年4月21日 NHK総合テレビジョン）
- 週刊まるわかりニュース（2019年1月19日、NHK総合テレビジョン）
- 直撃LIVE グッディ!（2019年4月5日、フジテレビ）
- news every.（2019年5月3日、日本テレビ）
- 所さん!大変ですよ（2019年5月30日、NHK総合テレビジョン）
- あさイチ（2020年2月6日、NHK総合テレビジョン）
- バイキングMORE（2021年1月28日、フジテレビ）
- ポップUP！（2022年4月13日、フジテレビ）
- ABEMA的ニュースショー（2023年4月9日、2025年6月29日、テレビ朝日ABEMA）
- カズレーザーと学ぶ。（2024年1月30日、日本テレビ）

### ラジオ
- ラジオ東京スピリッツ（2011年7月9日、TBSラジオ）
- 森本毅郎・スタンバイ!（2011年8月30日、TBSラジオ）
- ラジオあさいちばん（2013年2月9日、NHKラジオ第1）
- THE BREEZE（2014年7月22日、FMヨコハマ）

### 新聞
- 毎日新聞東京（夕刊）、2011年6月3日
- 新潟日報、2011年7月21日
- 琉球新報、2011年7月22日
- 佐賀新聞、2011年7月23日
- 四国新聞、2011年7月25日
- 京都新聞、2011年7月30日
- 山形新聞、2011年7月31日
- 静岡新聞（夕刊）、2011年8月3日
- 河北新報、2011年8月4日
- 神戸新聞、2011年8月8日
- 神奈川新聞、2011年8月16日
- 中国新聞、2011年8月17日
- 山陰中央新報、2011年8月17日
- 東京新聞、2011年8月23日
- あゆchan PRESS（月刊）、2011年9月1日
- 福井新聞、2011年9月8日
- 長崎新聞、2011年9月19日
- タウンニュース厚木版（人物風土記、他）、2012年2月3日
- 朝日新聞（別刷be on Saturday）、2012年9月15日
- 朝日新聞（探究人）、2012年10月18日
- 読売新聞、2015年1月21日（夕刊）、2015年1月22日（朝刊）、2015年1月26日（朝刊）
- 朝日新聞、「色」に秘められた可能性　朝日教育会議、2018年10月16日
- タウンニュース厚木・愛川・清川版（文化）、2022年2月11日

### 雑誌
- 日経MJ、2011年6月8日
- 週刊文春、2011年6月23日
- ニューズ・ライン　Komachi 新潟市・下越版、2011年6月25日
- 扶桑社、SPA!、2011年9月13日
- 小学館、女性セブン、2011年9月15日
- YouMind　ヒトメボ、2012年2月27日
- リクルート、web R25、2012年5月7日
- 産経新聞社、夕刊フジ、2013年4月25日
- 祥伝社、からだにいいこと、2014年8月16日
- 光文社、女性自身、2015年12月1日
- 主婦と生活社、週刊女性、2016年11月1日
- 女子SPA!、2017年10月9日、16日、2018年2月15日、3月23日、4月9日
- Precious.jp、2018年4月15日

## 展示会
- 東京工芸大学カラボギャラリー第３回企画展「色を探検する」展 2018年9月15日～2019年4月19日
- 東京工芸大学カラボギャラリー第８回企画展「陰翳の中の色彩美－日本の伝統－」展 2021年12月17日～2022年3月25日

## 著書

### 書籍
- 2008年 感覚・感情とロボット、第5章（工業調査会）
- 2008年 Passive Eye Monitoring、第2章（シュプリンガー・サイエンス・アンド・ビジネス・メディア）
- 2014年 画像ラボ、6月号、［メディカル］（日本工業出版）
- 2016年 ドライバ状態の検出、推定技術と自動運転、運転支援システムへの応用， 技術情報協会
- 2018年 シワの画像解析と軽減効果の数値化、COSMETIC STAGE， 技術情報協会
- 2019年 三田評論、2019-2、三人閑談「"声"のちから」、慶應義塾大学出版会
- 2022年 レクチャー マルチメディア 基礎からわかる音・画像・映像の情報処理、サイエンス社

### ライナーノーツ
- 心に残る美しい歌（2013年5月29日、ユニバーサルミュージック）

### 対談
- 2019年 "声"のちから、三人閑談、三田評論、三田評論ONLINE記事 慶應義塾大学出版会